# Koziary (województwo kujawsko-pomorskie)
Koziary – wieś w Polsce położona w województwie kujawsko-pomorskim, w powiecie brodnickim, w gminie Bartniczka.

## Podział administracyjny
W latach 1975–1998 miejscowość administracyjnie należała do województwa toruńskiego.

## Demografia
- W roku 1882: 105 osób
- W roku 1910: 87 osób
- W roku 2006: 58 osób
- W marcu 2011: 68 osób[1]

Obecnie (III 2011 r.) są one najmniejszą miejscowością gminy Bartniczka.